# Wachtum
Wachtum est un village situé dans la commune néerlandaise de Coevorden, dans la province de Drenthe. Le 1er janvier 2004, le village comptait 280 habitants.